# Battaglia delle racchette (1757)
La cosiddetta battaglia delle racchette (in lingua inglese Battle on Snowshoes, dal fatto che le forze inglesi scesero in battaglia indossando racchette da neve) fu uno scontro minore della guerra franco-indiana svoltosi il 21 gennaio 1757 nelle vicinanze di Fort Carillon: una pattuglia di Rogers' Rangers inglesi comandata dallo stesso capitano Robert Rogers, in ricognizione nelle vicinanze del forte, cadde in un'imboscata di un contingente misto di regolari francesi, miliziani coloniali e indiani loro alleati; lo scontro andò avanti fino al calare della notte, quando entrambi in contandenti si ritirarono dopo aver subito consistenti perdite.